# A6 Europa (Bulgarije)
De A6 of Europa (Bulgaars: Европа) is een autosnelweg in Bulgarije. De snelweg loopt van Sofia naar de grens met Servië in Kalotina (A4). In 2020 werd het 17 kilometer lange deel Drogman-Slivitsa geopend. De snelweg moet in totaal 64,5 kilometer lang worden; 16,5 kilometer van de A6 zijn nog in aanbouw.

## Geschiedenis
Het was de bedoeling dat de nieuwe weg in 2015 zou worden opgeleverd. Doordat er onvoldoende geld beschikbaar was voor de aanleg, werd er in eerste instantie nog niet aan het eerste traject van 32 km gewerkt. Later werd bekend dat Bulgarije en Servië de autosnelweg tussen Sofia en Niš uiterlijk in december 2016 wilden opleveren.
Doordat ook in Servië aan een stuk snelweg tussen vanaf de grensplaats Dimitrovgrad naar Niš moest worden gewerkt, werden de snelwegen daarmee volledig aangesloten op het Europese autosnelwegennetwerk.

### Naamswijziging
Voorheen stond de weg bekend onder de naam Autosnelweg Kalotina, vernoemd naar het gelijknamige dorp nabij de grensovergang met Servië. De snelweg zou oorspronkelijk A7 gaan heten (Autosnelweg Kalotina). Het snelwegnummer A6 werd vroeger immers gegeven aan de Ljoelinsnelweg, tot die onderdeel werd van de A3. In 2018 werd besloten om de naam te wĳzigen in A6.
A1 - Trakija · 
A2 - Hemoes · 
A3 - Stroema · 
A4 - Maritsa · 
A5 - Tsjerno More · 
A6 - Europa · 
A7 - Veliko Tarnovo-Ruse · 
Noordelijke randweg van Sofia · 
Botevgrad-Vidin expresweg